# Allée couverte de la Ville Génouhan
Die Allée couverte de la Ville Génouhan liegt nördlich von Créhen, südlich der Straße D 786 zwischen Le Guildo und Trégon im Osten des Département Côtes-d’Armor in der Bretagne in Frankreich.

Schema Galeriegrab

Es sind die Reste einer Nordwest-Südost orientierten Allée couverte von etwa 12,7 Metern Länge. Fünf Decksteine sind vorhanden, einer in situ, die anderen zur Seite verkippt. Die meisten der seitlichen Tragsteine scheinen nach innen vergekippt zu sein. Die Anlage besteht aus Quarzit. Im Norden kann man die Reste des ursprünglich deckenden Tumulus erkennen.
In der Nähe liegen der Dolmen de la Ville-Tinguy und das Galeriegrab von La Hautière.